# 羅賓峰
60°41′S 45°38′W / 60.683°S 45.633°W
羅賓峰是南極洲的山峰，位於南奧克尼群島的西格尼島北端，海拔高度270米，英國探險隊在1947年測量該山峰，現時由南極條約體系管理。